# Deutsche Wissenschaftler hinter Adolf Hitler
Die Proklamation Deutsche Wissenschaftler hinter Adolf Hitler wurde am 19. August 1934 im Völkischen Beobachter anlässlich der Volksabstimmung über das Staatsoberhaupt des Deutschen Reichs zur Übertragung der Befugnisse des verstorbenen Reichspräsidenten Paul von Hindenburg auf Hitler abgedruckt:

„Am 19. August steht das deutsche Volk erneut vor einer Entscheidung, die über seine Zukunft bestimmen wird. Durch den Entschluss der Reichsregierung, das Amt des Reichskanzlers und Reichspräsidenten in der Person des Führers Adolf Hitler zu vereinigen, ist eine Sorge gebannt worden, die viele deutsche Männer an den Tagen bedrückt hat, in denen das deutsche Volk bangend am Krankenlager des verewigten Reichspräsidenten und Generalfeldmarschalls gestanden hat. Wir unterzeichneten Vertreter der deutschen Wissenschaft, die wir auch namens vieler sprechen, die in diesen Tagen weder durch Wort noch Brief für uns erreichbar waren, haben das Vertrauen zu Adolf Hitler als Staatsführer, dass er das deutsche Volk aus seiner Not und Bedrückung herausführen wird. Wir vertrauen auf ihn, dass auch die Wissenschaft unter seiner Führung die Förderung erfahren wird, deren sie in ihrer Gesamtheit bedarf, um die hohe Aufgabe zu erfüllen, die ihr beim Wiederaufbau der Nation zukommt. Um der Wirkung nach innen wie nach außen willen muss erneut die Einheit und Geschlossenheit des deutschen Volkes und seines Willens zu Freiheit und Ehre durch das Bekenntnis zur Führerschaft Adolf Hitlers zum Ausdruck gebracht werden. Die unterzeichneten Vertreter der deutschen Wissenschaft folgen dem Appell der Reichsregierung, mit dem das deutsche Volk am 19. August zur Entscheidung gerufen wird.“

Zu den 70 Unterzeichnern des Aufrufs gehörten unter anderem:
- Emil Abderhalden, Physiologe (Halle)
- Achim von Arnim, Technische Hochschule Berlin
- Hugo Andres Krüß, Generaldirektor der Staatsbibliothek Berlin
- Nicolai Hartmann, Philosoph[3]
- Martin Heidegger, Philosoph[4]
- Paul Kahle, Orientalist
- Heinrich Martius, Gynäkologe[5]
- Werner Sombart, Soziologe und Volkswirt[6]
- Theodor Wiegand, Präsident des Archäologischen Instituts Berlin
- Walther Ziesemer, Königsberg[7]